# Sporobolus testudinum
Sporobolus testudinum är en gräsart som beskrevs av Stephen Andrew Renvoize. Sporobolus testudinum ingår i släktet droppgräs, och familjen gräs. Inga underarter finns listade i Catalogue of Life.